# Solfara Gessolungo
(Alfredo Rutella, Civiltà)

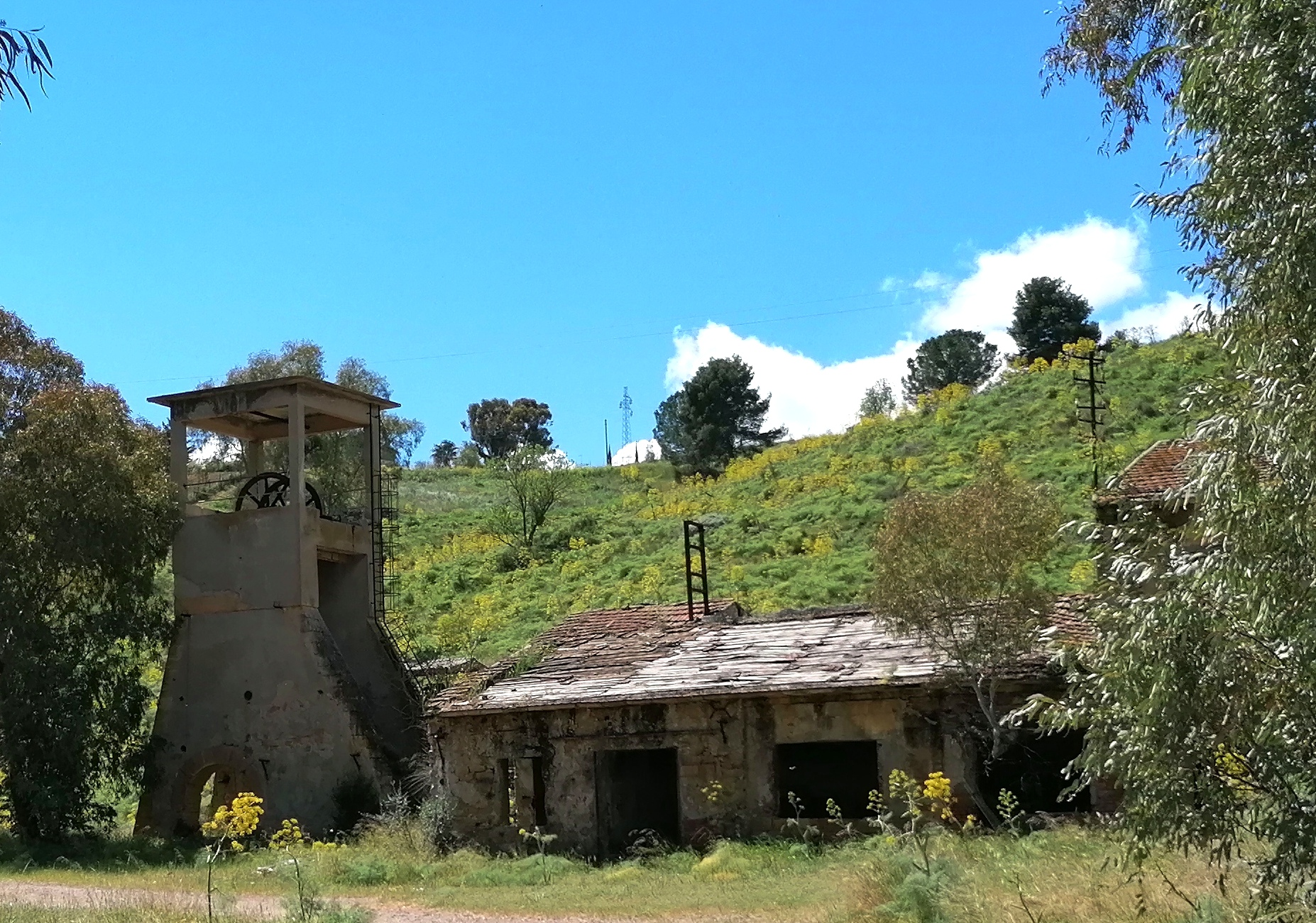
Veduta della miniera

La solfara Gessolungo o miniera Gessolungo  è una miniera di zolfo sita in provincia di Caltanissetta nel bacino minerario della Valle dell'Imera. Di proprietà del barone Calafato Giuseppe ed eredi è stata una delle maggiori solfatare del comprensorio minerario di Caltanissetta; tra le più profonde con i suoi 300 metri.
La solfatara era già attiva nel 1839; ed è stata chiusa nel 1986, dopo otto anni di inattività. Dal 1919 fino alla sua morte (1954), uno dei principali azionisti della miniera fu il noto boss mafioso Calogero Vizzini.

## Incidenti
Il 12 novembre 1881 vi morirono 65 operai e vi furono 31 feriti a seguito di uno scoppio di grisù, innescato da una lampada ad olio, e del successivo incendio della solfara.
Tra le vittime in questa circostanza vi furono 19 carusi, di cui nove rimasti senza nome e il loro cimitero, detto Cimitero dei carusi, è ancor oggi visitabile nelle vicinanze della miniera di Gessolungo. Questa è stata una delle più gradi tragedie minerarie di tutto il comprensorio minerario del centro Sicilia.
Nel 1958 per un'esplosione da grisou vi furono 14 morti e 58 feriti.
La miniera è citata nella canzone La zolfara, scritta da Michele L. Straniero e Fausto Amodei, incisa nel 1958 da Pietro Buttarelli e l'anno successivo da Ornella Vanoni.

## Videogiochi
Nel videogioco Mafia: Terra Madre, le miniere di zolfo siciliane, in particolare la miniera di Gessolungo, vengono omaggiate dagli sviluppatori attraverso un intero capitolo ambientato all'interno di una miniera. Pur trattandosi di una narrazione fittizia, il contesto riprende fedelmente elementi storici reali: vengono messe in evidenza le dure condizioni di vita dei minatori dell’epoca e lo sfruttamento dei carusi. Nella missione si fa anche riferimento a una tragica esplosione di grisù che causa la morte di numerosi lavoratori. Il gioco ricostruisce così, in chiave narrativa, uno spaccato drammatico ispirato alla realtà delle miniere di zolfo nell’Italia meridionale.